# 阿尔普尔
阿尔普尔（Alpur），是印度西孟加拉邦Haora县的一个城镇。总人口5644（2001年）。

## 人口
该地2001年总人口5644人，其中男性2835人，女性2809人；0—6岁人口898人，其中男453人，女445人；识字率60.52%，其中男性为66.63%，女性为54.36%。